# Estação Pólo Universitário
A Estação Pólo Universitário é parte do Metro do Porto.  A antepenúltima estação da linha Amarela na parte Norte, ela serve a Faculdade de Psicologia e Ciências da Educação, a Faculdade de Medicina Dentária e a Faculdade de Economia da Universidade do Porto.
É uma estação atípica, uma vez que as linhas férreas se encontram na extremidade da estação, sendo a plataforma de acesso às carruagens disposta centralmente, à semelhança do que acontece em João de Deus, D.João II ou no Estádio do Dragão.
Tem interface com a linha 803 dos STCP, no sentido Boavista (Bom-Sucesso) - Rio Tinto(Venda Nova) pela saída norte desta estação.

Esta estação, devido à Polémica das Universidades, fora o término desta linha, sendo depois inauguradas as estações do IPO e do Hospital de São João.